# Abbaye Saint-Jacques de Mayence
L’ancienne Abbaye Saint-Jacques de Mayence était un monastère médiéval de moines bénédictins, qui servait de siège épiscopal au prince-archevêque de Mayence en Allemagne. Fondée au XIe siècle l'abbaye fut fermée à la fin du XVIIIe siècle, et les bâtiments affectés à d'autres activités.

## Histoire
Plusieurs sources confirment que le monastère bénédictin fut fondé par l'archevêque de Mayence Bardo en 1050. Comme emplacement il choisit un plateau appelé Mons Speciosus (Belle montagne) juste au sud de la ville, et place le monastère sous le patronage de l'apôtre Saint Jacques le Majeur. Il s'insère probablement dans la réforme de Gorze (de). 
La faiblesse de l'autorité pontificale au XIe siècle faisait sentir la nécessité d'une réforme, et l'empereur Henri III avait joué de son autorité pour mettre sur le Siège de Pierre non plus des membres de la noblesse romaine, mais des hommes solides venant du Saint-Empire. Ils apportent à Rome l'esprit de la réforme qui se vivait déjà dans les monastères clunisiens et de Gorze. L'un des représentants les plus importants de cette réforme des papes sera l'ancien évêque de Toul, Léon IX (1049-1054). Dès la première année de son pontificat, en octobre 1049, il tient en la Cathédrale Saint-Martin de Mayence un grand rassemblement ecclésiastique auquel participent l'empereur Henri III et une quarantaine d'évêques du Saint-Empire,. 
Pour fonder plus solidement la  réforme de Gorze dans le diocèse, on commence dès l'année suivante la construction du nouveau monastère. 1055 voit la consécration du monastère par le successeur de Bardo, Léopold Ier, qui y sera enterré plus tard,.
L'abbaye sera habitée par des moines bénédictins jusqu'à la Révolution française.

## Aujourd'hui
Comme souvenir du monastère il ne reste que la rue piétonne de la Jakobsbergstraße, dont les bâtiments du côté pair (6-12), formant l'angle avec la Neutorstraße, furent construits en 1791, avec une façade néo-classique de trois étages ; ils correspondent à l'emplacement du monastère. Au XIXe siècle, ils ont pendant un temps servi de caserne.

## Personnalités liées à l'abbaye
- Arnoul de Selenhofen, prévost de la collégiale Saint-Pierre de Mayence, assassiné devant l'abbaye en 1160[7]
- Adam Adami, prieur de l'abbaye
- Witlichius, moine bénédictin écrivain, profès en 1613, qui fit la liste des abbés de Saint-Jacques[8]

## Source de la traduction
- (de) Cet article est partiellement ou en totalité issu de l’article de Wikipédia en allemand intitulé « St. Jakobskloster zu Mainz » (voir la liste des auteurs).